# Municipio de Clifton (Dakota del Norte)
El municipio de Clifton (en inglés: Clifton Township) es un municipio ubicado en el condado de Cass en el estado estadounidense de Dakota del Norte. En el año 2010 tenía una población de 75 habitantes y una densidad poblacional de 0,82 personas por km².

## Geografía
El municipio de Clifton se encuentra ubicado en las coordenadas 46°45′11″N 97°37′46″O / 46.75306, -97.62944. Según la Oficina del Censo de los Estados Unidos, el municipio tiene una superficie total de 91.59 km², de la cual 91,01 km² corresponden a tierra firme y (0,63 %) 0,57 km² es agua.

## Demografía
Según el censo de 2010, había 75 personas residiendo en el municipio de Clifton. La densidad de población era de 0,82 hab./km². De los 75 habitantes, el municipio de Clifton estaba compuesto por el 100 % blancos. Del total de la población el 1,33 % eran hispanos o latinos de cualquier raza.